# Blepisanis incensoides
Blepisanis incensoides är en skalbaggsart som först beskrevs av Stefan von Breuning 1978.  Blepisanis incensoides ingår i släktet Blepisanis och familjen långhorningar. Inga underarter finns listade.